# Kgaswane Mountain Reserve

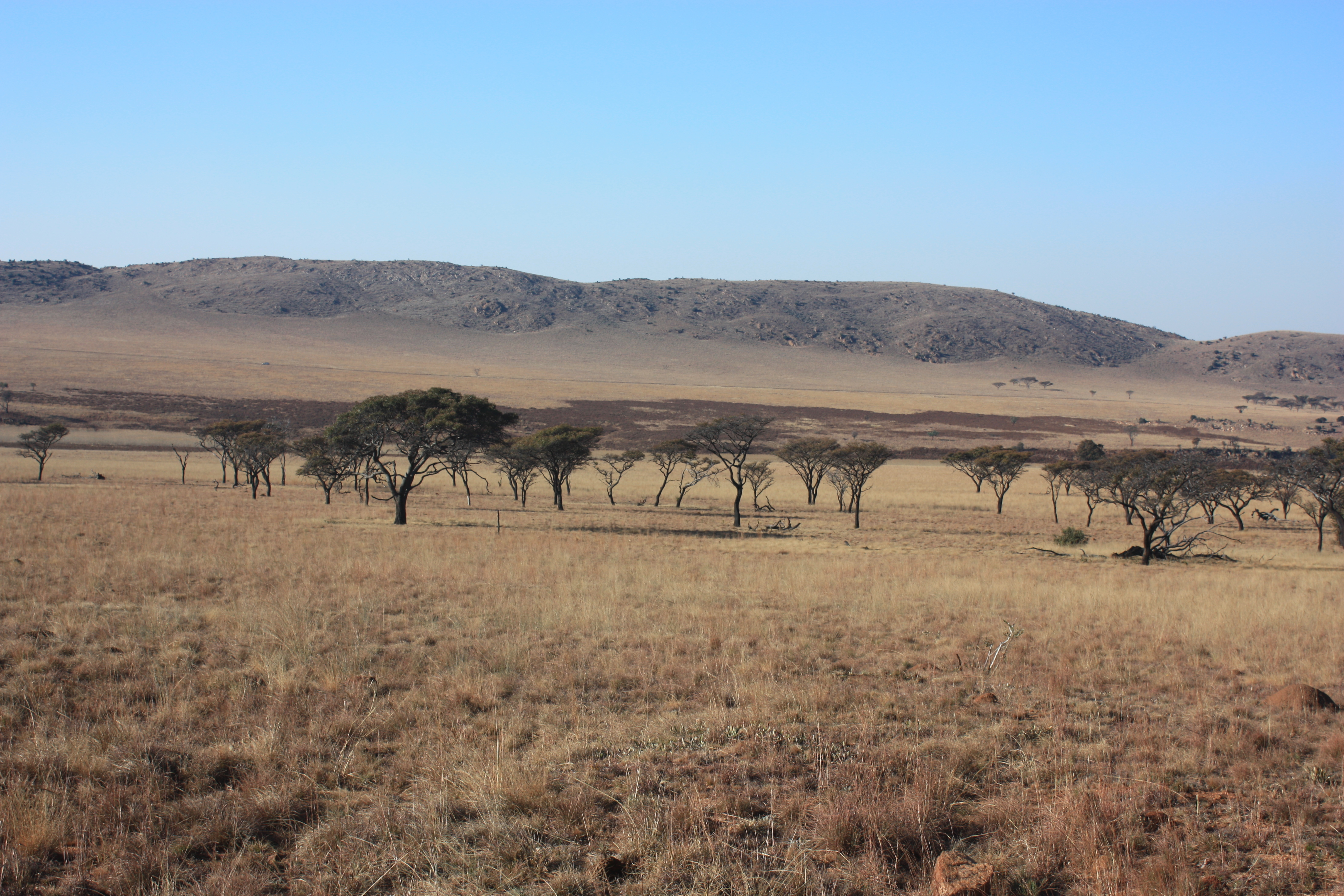
Kgaswane Mountain Reserve

Das Kgaswane Mountain Reserve (früher Rustenburg Nature Reserve) ist ein 4300 ha großes Naturschutzgebiet in den Magaliesbergen südlich der Stadt Rustenburg in der Nordwest-Provinz der Republik Südafrika.

## Fauna
Im Kgaswane Mountain Reserve kommen etwa 250 Vogelarten vor, an Säugetieren gibt es einige Antilopen, darunter Rappenantilope, Klippspringer, Kudu, Springbock und Oribi, außerdem Zebras, Leoparden und Schakale.

## Flora
Unter den 554 Pflanzenarten des Reserve gibt es die für die Magaliesberge endemische Aloe peglerae und Frithia pulchra, ein bis zu den Blattspitzen im Boden lebendes Mittagsblumengewächs. An Bäumen kommen unter anderem Acacia caffra, Protea caffra und P. gaguedi, Burkea africana und Combretum zeyheri vor.